# James Foad

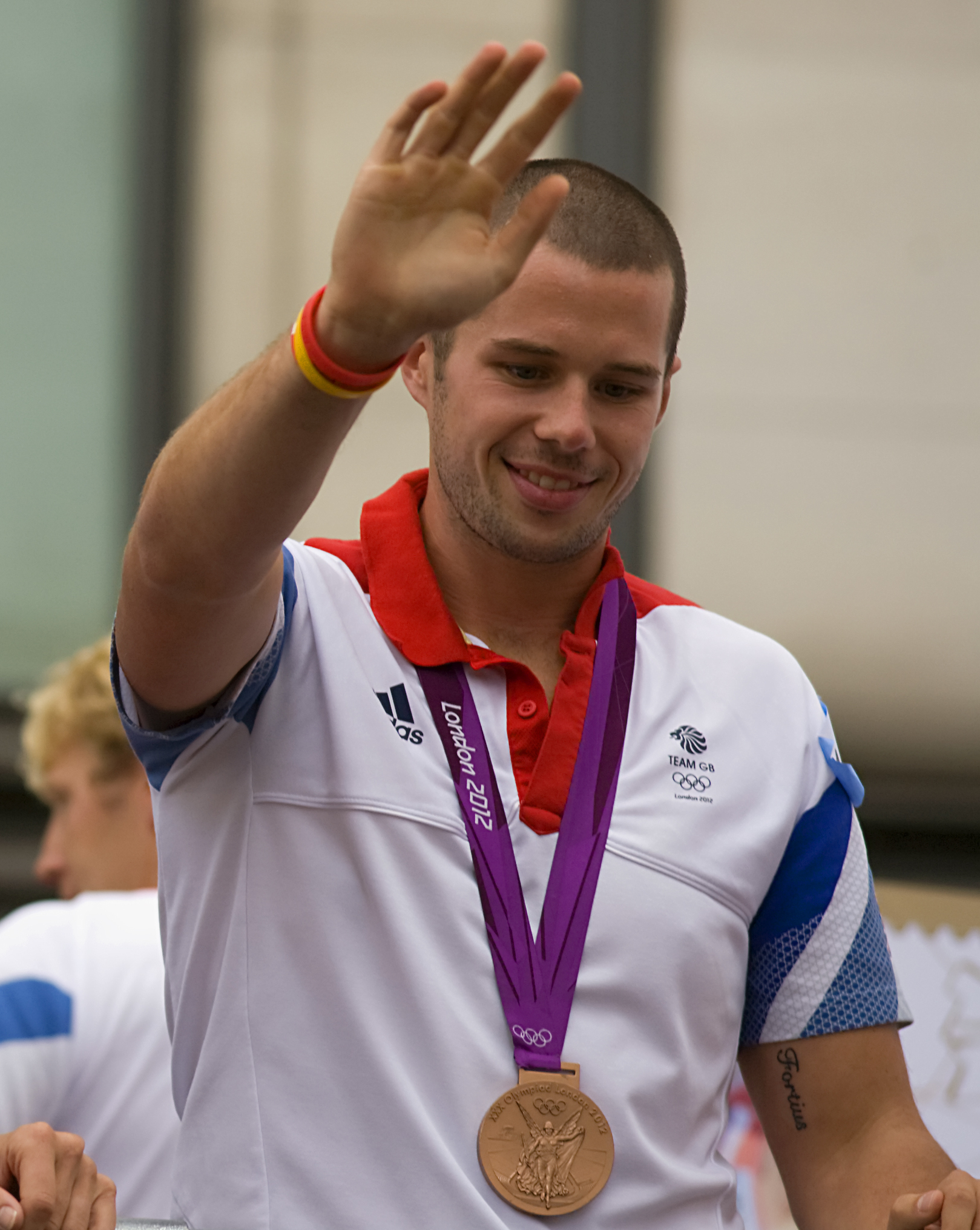
James Foad bei der Parade des britischen Teams nach den Olympischen Spielen 2012

James Christian Foad (* 20. März 1987 in Southampton) ist ein ehemaliger britischer Ruderer. Er gewann 2012 im Achter die olympische Bronzemedaille.

## Karriere
Foad startete bei den Junioren-Weltmeisterschaften 2005 und belegte den siebten Platz im Vierer mit Steuermann. 2009 fuhr Foad in der ersten Weltcupregatta mit dem Achter auf den dritten Platz, bei den U23-Weltmeisterschaften 2009 wurde er zusammen mit Mohamed Sbihi Achter im Zweier ohne Steuermann. 2010 gewannen beide mit dem Achter die erste Weltcupregatta, allerdings in Abwesenheit des Deutschland-Achters. Bei den Weltmeisterschaften in Neuseeland erhielten die Briten die Silbermedaille hinter den Deutschen, genau wie ein Jahr später bei den Weltmeisterschaften 2011 in Bled.
In der Olympiasaison 2012 belegte der britische Achter zweimal den zweiten Platz und wurde einmal Dritter, bei der Olympiaregatta in Eton belegte der britische Achter den dritten Platz hinter den Deutschen und den Kanadiern. Für die Saison 2013 wechselten mit Alex Gregory, Peter Reed und Andrew Triggs Hodge drei Ruderer aus dem britischen Vierer in den Achter, der die ersten beiden Weltcupregatten gewann. Foad war allerdings nur in der ersten Regatta Mitglied des Achters. Bei den Ruder-Weltmeisterschaften in Chungju startete Foad zusammen mit Oliver Cook im Zweier ohne Steuermann und belegte den siebten Platz. 2014 kehrte Foad in den Achter zurück und belegte den dritten Platz bei den Ruder-Europameisterschaften 2014 in Belgrad. Bei den Ruder-Weltmeisterschaften 2014 in Amsterdam ruderte Foad zusammen mit Matt Langridge im ungesteuerten Zweier und gewann Silber hinter den Neuseeländern Eric Murray und Hamish Bond. Seinen ersten internationalen Titel gewann Foad bei den Europameisterschaften 2015, als er zusammen mit Matt Langridge im Zweier siegte. Bei den Weltmeisterschaften 2015 gewannen die beiden wie im Vorjahr Silber hinter den beiden Neuseeländern.
Der 1,85 Meter große James Foad rudert für den Molesey Boat Club.